# Diócesis de San Diego
La diócesis de San Diego (en latín: Dioecesis Sancti Didaci y en inglés: Roman Catholic Diocese of San Diego) es una circunscripción eclesiástica de la Iglesia católica en Estados Unidos. Se trata de una diócesis latina, sufragánea de la arquidiócesis de Los Ángeles. Desde el 25 de mayo de 2025 su obispo es Michael Pham, luego de haber sido nombrado por el papa León XIV.

## Territorio y organización

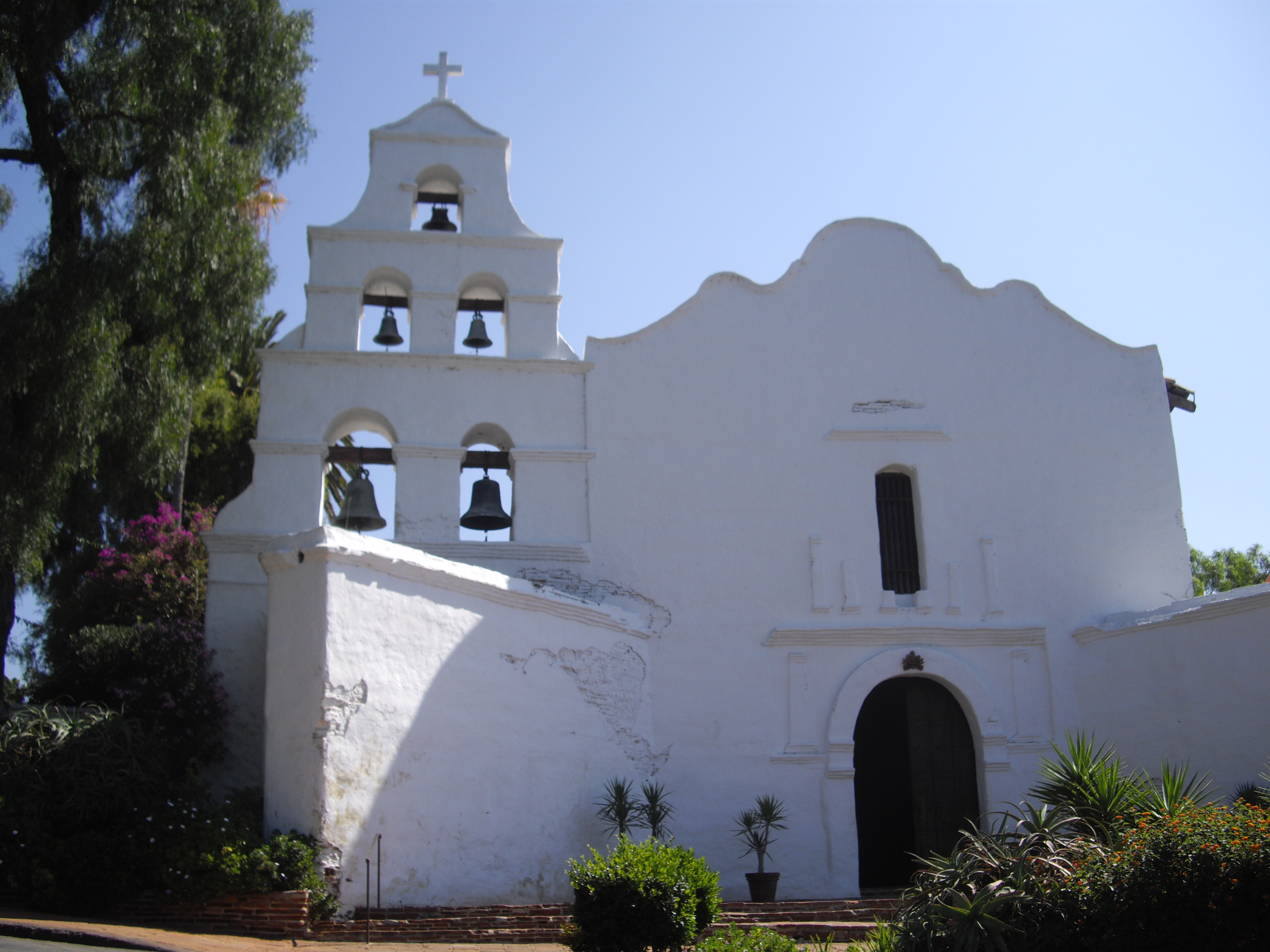
Misión San Diego de Alcalá

La diócesis tiene 22 942 km² y extiende su jurisdicción sobre los fieles católicos de rito latino residentes en 2 condados del estado de California: San Diego y Imperial.
La sede de la diócesis se encuentra en la ciudad de San Diego, en donde se halla la Catedral de San José y la Misión San Diego de Alcalá.
En 2020 en la diócesis existían 97 parroquias.

## Historia
La ciudad de San Diego fue la sede de la primera diócesis californiana, erigida el 27 de abril de 1840. La sede, el 20 de noviembre de 1849 se trasladó a Monterey y luego, a partir de 1859, a Los Ángeles.
La diócesis fue erigida el 11 de julio de 1936 con la bula Ad spirituale christianae del papa Pío XI, obteniendo el territorio de la arquidiócesis de Los Ángeles-San Diego, que a su vez asumió el nombre de arquidiócesis de Los Ángeles.
El 25 de marzo de 1941, con la carta apostólica Quae christifidelium, el papa Pío XII proclamó a la Santísima Virgen María, venerada con el título de Nuestra Señora del Refugio, y a San Diego como principales patronos de la diócesis.
El 14 de julio de 1978 cedió una parte de su territorio para la erección de la diócesis de San Bernardino mediante la bula Apostolici officii del papa Pablo VI.
La diócesis se declaró en bancarrota el 28 de febrero de 2007, después de que no pudo llegar a un acuerdo con numerosos demandantes por acusaciones de abuso sexual por parte del clero diocesano. El 7 de septiembre de ese año, la diócesis acordó pagar $198.1 millones para resolver 144 denuncias de abuso sexual infantil por parte de miembros del clero.

## Estadísticas
Según el Anuario Pontificio 2021 la diócesis tenía a fines de 2020 un total de 1 400 677 fieles bautizados.
| Año                                                                             | Población            | Población | Población      | Sacerdotes | Sacerdotes    | Sacerdotes    | Bautizados por sacerdote | Diáconos permanentes | Religiosos | Religiosos | Parroquias |
| Año                                                                             | Bautizados católicos | Total     | % de católicos | Total      | Clero secular | Clero regular | Bautizados por sacerdote | Diáconos permanentes | Varones    | Mujeres    | Parroquias |
| ------------------------------------------------------------------------------- | -------------------- | --------- | -------------- | ---------- | ------------- | ------------- | ------------------------ | -------------------- | ---------- | ---------- | ---------- |
| 1950                                                                            | 161 000              | 1 048 761 | 15.4           | 290        | 204           | 86            | 555                      |                      | 86         | 440        | 163        |
| 1966                                                                            | 328 908              | 2 541 910 | 12.9           | 498        | 375           | 123           | 660                      |                      | 313        | 1033       | 302        |
| 1970                                                                            | 659 925              | 2 639 700 | 25.0           | 512        | 437           | 75            | 1288                     |                      | 135        | 920        | 162        |
| 1976                                                                            | 567 326              | 2 904 897 | 19.5           | 457        | 363           | 94            | 1241                     | 16                   | 143        | 722        | 174        |
| 1980                                                                            | 345 000              | 1 851 350 | 18.6           | 295        | 228           | 67            | 1169                     | 33                   | 83         | 505        | 87         |
| 1990                                                                            | 474 186              | 2 493 200 | 19.0           | 348        | 258           | 90            | 1362                     | 75                   | 119        | 422        | 99         |
| 1999                                                                            | 776 093              | 2 866 727 | 27.1           | 303        | 208           | 95            | 2561                     | 82                   | 22         | 354        | 98         |
| 2000                                                                            | 836 997              | 2 965 528 | 28.2           | 380        | 282           | 98            | 2202                     | 93                   | 123        | 351        | 98         |
| 2001                                                                            | 896 105              | 3 056 800 | 29.3           | 381        | 277           | 104           | 2351                     | 104                  | 128        | 355        | 98         |
| 2002                                                                            | 901 172              | 2 956 195 | 30.5           | 372        | 270           | 102           | 2422                     | 103                  | 126        | 345        | 98         |
| 2003                                                                            | 919 195              | 3 116 335 | 29.5           | 347        | 249           | 98            | 2648                     | 102                  | 121        | 310        | 98         |
| 2004                                                                            | 930 379              | 3 041 195 | 30.6           | 330        | 234           | 96            | 2819                     | 106                  | 117        | 321        | 98         |
| 2010                                                                            | 981 211              | 3 118 990 | 31.5           | 319        | 236           | 83            | 3075                     | 114                  | 113        | 271        | 99         |
| 2014                                                                            | 982 183              | 3 124 081 | 31.4           | 300        | 215           | 85            | 3273                     | 147                  | 108        | 229        | 98         |
| 2017                                                                            | 1 389 000            | 3 479 712 | 39.9           | 302        | 212           | 90            | 4599                     | 148                  | 124        | 194        | 98         |
| 2020                                                                            | 1 400 677            | 3 525 191 | 39.7           | 285        | 202           | 83            | 4914                     | 147                  | 113        | 194        | 97         |
| Fuente: Catholic-Hierarchy, que a su vez toma los datos del Anuario Pontificio. |                      |           |                |            |               |               |                          |                      |            |            |            |

## Episcopologio
- Charles Francis Buddy † (31 de octubre de 1936-5 de marzo de 1966 falleció)
- Francis James Furey † (5 de marzo de 1966 por sucesión-23 de mayo de 1969 nombrado arzobispo de San Antonio)
- Leo Thomas Maher † (22 de agosto de 1969-10 de julio de 1990 retirado)
- Robert Henry Brom † (10 de julio de 1990 por sucesión-18 de septiembre de 2013 retirado)
- Cirilo Flores † (18 de septiembre de 2013 por sucesión-6 de septiembre de 2014 falleció)
- Robert W. McElroy (3 de marzo de 2015 - 6 de enero de 2025 nombrado arzobispo de Washington D. C.
- Michael Pham, desde el 25 de mayo de 2025